# Павел Рудаков
Павел Рудаков (рус. Павел Рудаков; Тула, 15. јула 1915 — Санкт Петербург, 16. јануара 1993) је био совјетски музичар (гитариста) и филмски глумац, члан естрада дуета Рудаков и Нечајев, који је био популаран 1950-их. Био је заслужни уметник Руске Совјетске Федеративне Социјалистичке Републике (1961).

## Рани живот
Павел Рудаков је рођен у Тули 15. јула 1915. године. Радио је у Тулској фабрици оружја, затим – у циркусу и филхармонији. Борио се у Другом светском рату.

## Дует Рудаков и Нечајев
Упознао је Венијамина Нечајева у Хабаровску током њихове војне службе у послератним годинама. После демобилизације радили су у Далекоисточној филхармонији око три године.
Године 1948. Рудаков и Нечајев су формирали естрадни дует и одржали први концерт у Лењинграду. Они су сами себе пратили; текстове за њих писали су Константинов, Рацер, Греј, Мерлин. Текстови су писани о актуелним темама (ујутро у новинама – увече у стиховима), обликујући тако популарност дуета који је постао један од знакова времена Хрушчовске одмрзавања. Чак се и сам Никита Хрушчов са симпатијама односио према Рудакову и Нечајеву; уметници су позивани на важне састанке о питањима културе.
Године 1962. дует је распуштен. Дует је једном поново окупљен специјално за снимање у Москва сузама не верује – редитељ их је позвао да учествују у филму, како би рекреирали атмосферу 1950-их.

## Касније године и смрт
После 1962. године, Рудаков је радио соло каријеру и био ментор извођача нове генерације. Умро је 16. јануара 1993. у Санкт Петербургу.

## Филмографија
- 1958 – Улица полна неожиданностей[4] – пијани човек у полицијској станици[5]
- 1959 – Не имей сто рублей...[6] – Василиј Гуљајев[5]
- 1968 – Удар! Еще удар![7] – фудбалски навијач[5]
- 1980 – Москва сузама не верује[8] – камео[5]
- 1990 – Бумажные глаза Пришвина[9] – Лев Шутов[5]